# Starye kljatji
Starye kljatji (russisk: Старые клячи) er en russisk spillefilm fra 2000 af Eldar Rjasanov.

## Medvirkende
- Lija Akhedzjakova som Ljuba
- Ljudmila Gurtjenko som Liza
- Svetlana Krjutjkova som Masja
- Irina Kuptjenko som Anna
- Valentin Gaft som Dubovitskij